# Marigold Twin Star Championship
El Marigold Twin Star Championship (Campeonato de las Estrellas Gemelas de Marigold, en español) es un campeonato en parejas de lucha libre profesional de la empresa Dream Star Fighting Marigold. Las campeonas actuales son MiraiSaku (Mai Sakurai & Mirai), quienes se encuentran en su primer reinado como equipo. 

## Historia
El 15 de abril de 2024, se estableció Dream Star Fighting Marigold. El 15 de mayo, Marigold confirmó que el Campeonato de las Estrellas Gemelas de Marigold, llamado así por el Campeonato Twin Star of Arsion, sería uno de los títulos por los que se disputaría en la división de parejas de la empresa. El 30 de julio, Mirai y Mai Sakurai se convirtieron en las campeonas inaugurales al derrotar a Miku Aono y Natsumi Showzuki en la final de un torneo de ocho equipos.

## Torneo por el título
El 15 de julio de 2024, Marigold confirmó a los participantes del torneo inaugural del Campeonato de las Estrellas Gemelas junto con la primera ilustración de las placas principales del cinturón.
Pin=conteo de tres; Sub=rendición
|  | Primera ronda 20 y 21 de julio                 | Primera ronda 20 y 21 de julio                 | Primera ronda 20 y 21 de julio |                        |                              | Semifinales 30 de julio      | Semifinales 30 de julio | Semifinales 30 de julio |  |                              | Final 30 de julio            | Final 30 de julio | Final 30 de julio |  |
|  |                                                |                                                |                                |                        |                              |                              |                         |                         |  |                              |                              |                   |                   |  |
|  |                                                |                                                |                                |                        |                              |                              |                         |                         |  |                              |                              |                   |                   |  |
|  | Miku Aono & Natsumi Showzuki                   | Miku Aono & Natsumi Showzuki                   | Pin                            |                        |                              |                              |                         |                         |  |                              |                              |                   |                   |  |
|  | Miku Aono & Natsumi Showzuki                   | Miku Aono & Natsumi Showzuki                   | Pin                            |                        |                              |                              |                         |                         |  |                              |                              |                   |                   |  |
|  | Selene Flora (Kizuna Tanaka & Victoria Yuzuki) | Selene Flora (Kizuna Tanaka & Victoria Yuzuki) | 12:56                          |                        |                              |                              |                         |                         |  |                              |                              |                   |                   |  |
|  | Selene Flora (Kizuna Tanaka & Victoria Yuzuki) | Selene Flora (Kizuna Tanaka & Victoria Yuzuki) | 12:56                          |                        | Miku Aono & Natsumi Showzuki | Miku Aono & Natsumi Showzuki | Pin                     |                         |  |                              |                              |                   |                   |  |
|  |                                                |                                                |                                |                        | Miku Aono & Natsumi Showzuki | Miku Aono & Natsumi Showzuki | Pin                     |                         |  |                              |                              |                   |                   |  |
|  |                                                |                                                | tWin toWer                     | tWin toWer             | 12:53                        |                              |                         |                         |  |                              |                              |                   |                   |  |
|  | Nanae Takahashi & Nao Ishikawa                 |                                                | tWin toWer                     | tWin toWer             | 12:53                        |                              |                         |                         |  |                              |                              |                   |                   |  |
|  |                                                |                                                |                                |                        |                              |                              |                         |                         |  |                              |                              |                   |                   |  |
|  | tWin toWer (Chika Goto & Kouki Amarei)         | tWin toWer (Chika Goto & Kouki Amarei)         | Default                        |                        |                              |                              |                         |                         |  |                              |                              |                   |                   |  |
|  | tWin toWer (Chika Goto & Kouki Amarei)         | tWin toWer (Chika Goto & Kouki Amarei)         | Default                        |                        |                              |                              |                         |                         |  | Miku Aono & Natsumi Showzuki | Miku Aono & Natsumi Showzuki | 20:52             |                   |  |
|  |                                                |                                                |                                |                        |                              |                              |                         |                         |  | Miku Aono & Natsumi Showzuki | Miku Aono & Natsumi Showzuki | 20:52             |                   |  |
|  |                                                |                                                | MiraiSaku                      | MiraiSaku              | Pin                          |                              |                         |                         |  |                              |                              |                   |                   |  |
|  | MiraiSaku (Mai Sakurai & Mirai)                | MiraiSaku (Mai Sakurai & Mirai)                | MiraiSaku                      | MiraiSaku              | Pin                          | Pin                          |                         |                         |  |                              |                              |                   |                   |  |
|  | MiraiSaku (Mai Sakurai & Mirai)                | MiraiSaku (Mai Sakurai & Mirai)                |                                |                        |                              |                              |                         |                         |  |                              |                              |                   |                   |  |
|  | Myla Grace & Zayda Steel                       | Myla Grace & Zayda Steel                       | 14:58                          |                        |                              |                              |                         |                         |  |                              |                              |                   |                   |  |
|  | Myla Grace & Zayda Steel                       | Myla Grace & Zayda Steel                       | 14:58                          |                        | MiraiSaku                    | MiraiSaku                    | Pin                     |                         |  |                              |                              |                   |                   |  |
|  |                                                |                                                |                                |                        | MiraiSaku                    | MiraiSaku                    | Pin                     |                         |  |                              |                              |                   |                   |  |
|  |                                                |                                                | Chiaki & Nagisa Nozaki         | Chiaki & Nagisa Nozaki | 11:18                        |                              |                         |                         |  |                              |                              |                   |                   |  |
|  | Komomo Minami & Rea Seto                       | Komomo Minami & Rea Seto                       | Chiaki & Nagisa Nozaki         | Chiaki & Nagisa Nozaki | 11:18                        | Pin                          |                         |                         |  |                              |                              |                   |                   |  |
|  | Komomo Minami & Rea Seto                       | Komomo Minami & Rea Seto                       |                                |                        |                              |                              |                         |                         |  |                              |                              |                   |                   |  |
|  | Chiaki & Nagisa Nozaki                         | Chiaki & Nagisa Nozaki                         | 14:58                          |                        |                              |                              |                         |                         |  |                              |                              |                   |                   |  |
|  | Chiaki & Nagisa Nozaki                         | Chiaki & Nagisa Nozaki                         | 14:58                          |                        |                              |                              |                         |                         |  |                              |                              |                   |                   |  |
|  |                                                |                                                |                                |                        |                              |                              |                         |                         |  |                              |                              |                   |                   |  |

## Campeonas

### Campeonas actuales
Las campeonas actuales son MiraiSaku (Mai Sakurai & Mirai), quienes se encuentran en su primer reinado en conjunto. Mirai y Sakurai ganaron los títulos tras derrotar a Miku Aono & Natsumi Showzuki en la final de un torneo el 30 de julio de 2024 en Summer Gold Shine - Noche 5.
MiraiSaku registran hasta el 29 de junio  de 2025 las siguientes defensas televisadas:

### Lista de campeonas
| N.º | Campeonas                               | Lucha               | Lucha             | Lucha        | Estadísticas | Estadísticas | Notas y referencias                                                                                               |
| N.º | Campeonas                               | Fecha               | Evento            | Ubicación    | Reinado      | Días         | Notas y referencias                                                                                               |
| --- | --------------------------------------- | ------------------- | ----------------- | ------------ | ------------ | ------------ | --- |
| 1   | MiraiSaku (Mai Sakurai (1) & Mirai (1)) | 30 de julio de 2024 | Summer Gold Shine | Tokio, Japón | 1            | 334+         | Derrotaron a Miku Aono & Natsumi Showzuki en la final de un torneo para convertirse en las campeonas inaugurales. |

### Total de días como campeonas
La siguiente lista muestra el total de días que un equipo o una luchadora ha poseído el campeonato, si se suman todos los reinados que posee. 

#### Por equipos
A la fecha del 29 de junio de 2025.
| + | Indica el campeón actual |

| N.º | Equipo                          | Reinados | Total de días |
| --- | ------------------------------- | -------- | ------------- |
| 1   | MiraiSaku (Mai Sakurai & Mirai) | 1        | 334+          |

#### Por luchadora
A la fecha del 29 de junio de 2025.
| + | Indica el campeón actual |

| N.º | Campeona    | Reinados | Total de días |
| --- | ----------- | -------- | ------------- |
| 1   | Mai Sakurai | 1        | 334+          |
| 1   | Mirai       | 1        | 334+          |